# Mirador de la viuda

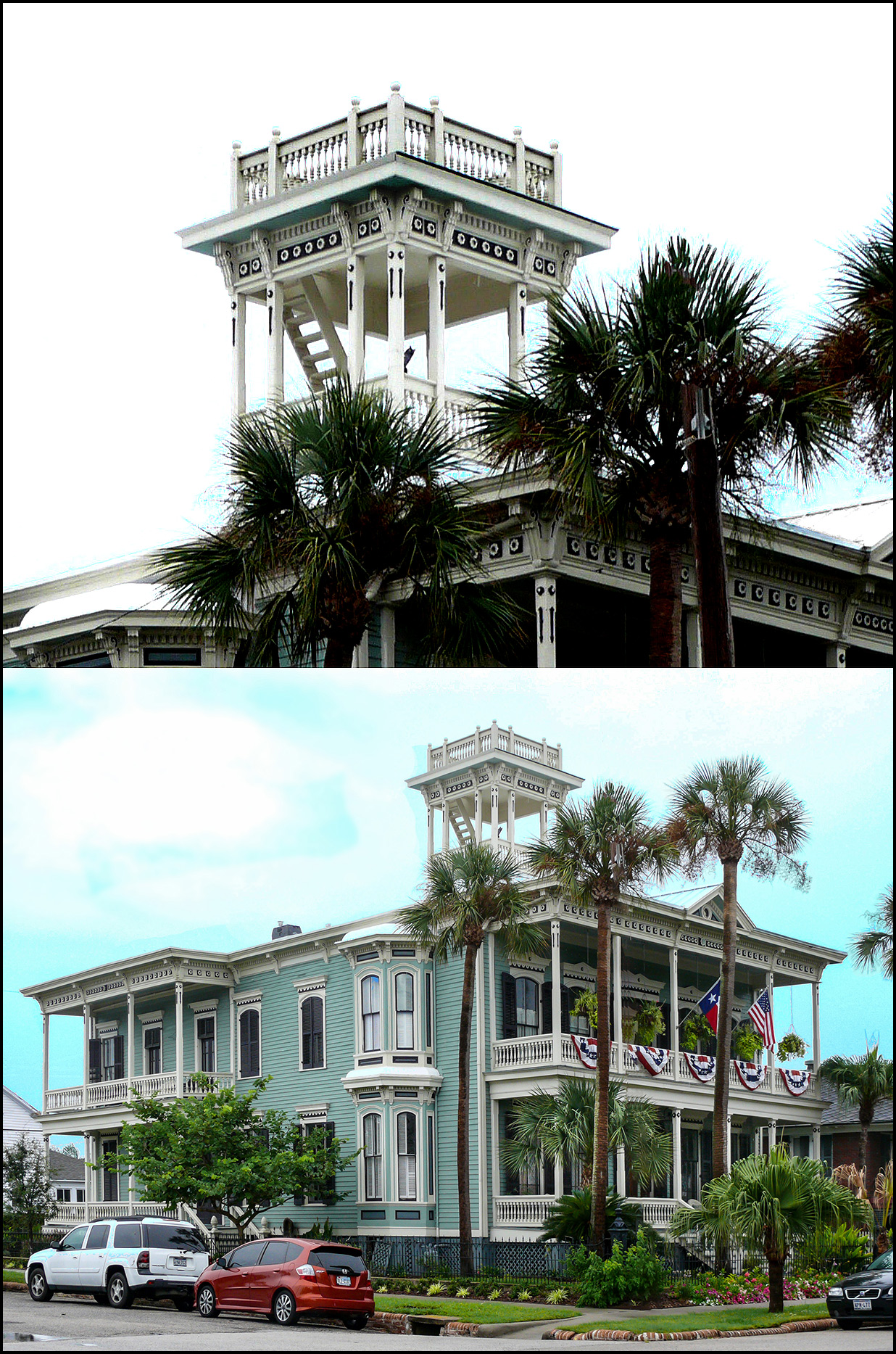
Casa de Julius Ruhl. Una de las muchas casas en Galveston, Texas con miradores de viudas.

El mirador de la viuda, también conocido como reloj de la viuda o paseo por el tejado, es una plataforma con barandilla en el tejado, a menudo con una pequeña cúpula cerrada que se encuentra frecuentemente en las casas de la costa norteamericana del siglo XIX. Se dice que el nombre proviene de las esposas de los marineros, que esperaban el regreso de sus cónyuges, a menudo en vano ya que el océano se llevó la vida de los marineros, dejando a las mujeres viudas. En otras comunidades costeras, las plataformas se llamaban Paseo del Capitán, ya que coronaban las casas de los capitanes más exitosos; supuestamente, los armadores y capitanes las usaban para buscar en el horizonte los barcos que debían estar en el puerto.
Sin embargo, hay poca o ninguna evidencia de que los paseos de las viudas fueran destinados o utilizados regularmente para observar la navegación. Los paseos de viudas son de hecho un rasgo decorativo estándar de la arquitectura italiana, que fue muy popular durante el apogeo de la Edad de la Vela en muchas comunidades costeras norteamericanas. El paseo de la viuda es una variación de la cúpula italiana. La cúpula italiana, también conocida como "Belvedere", fue un importante acabado ornamental de este estilo, aunque a menudo era de alto mantenimiento y propenso a las fugas.
Más allá de su uso como plataformas de observación, se construyen frecuentemente alrededor de la chimenea de la residencia, creando así acceso a la estructura. Esto permite a los residentes de la casa verter arena en las chimeneas en caso de fuego de chimenea con la esperanza de evitar que la casa se queme.

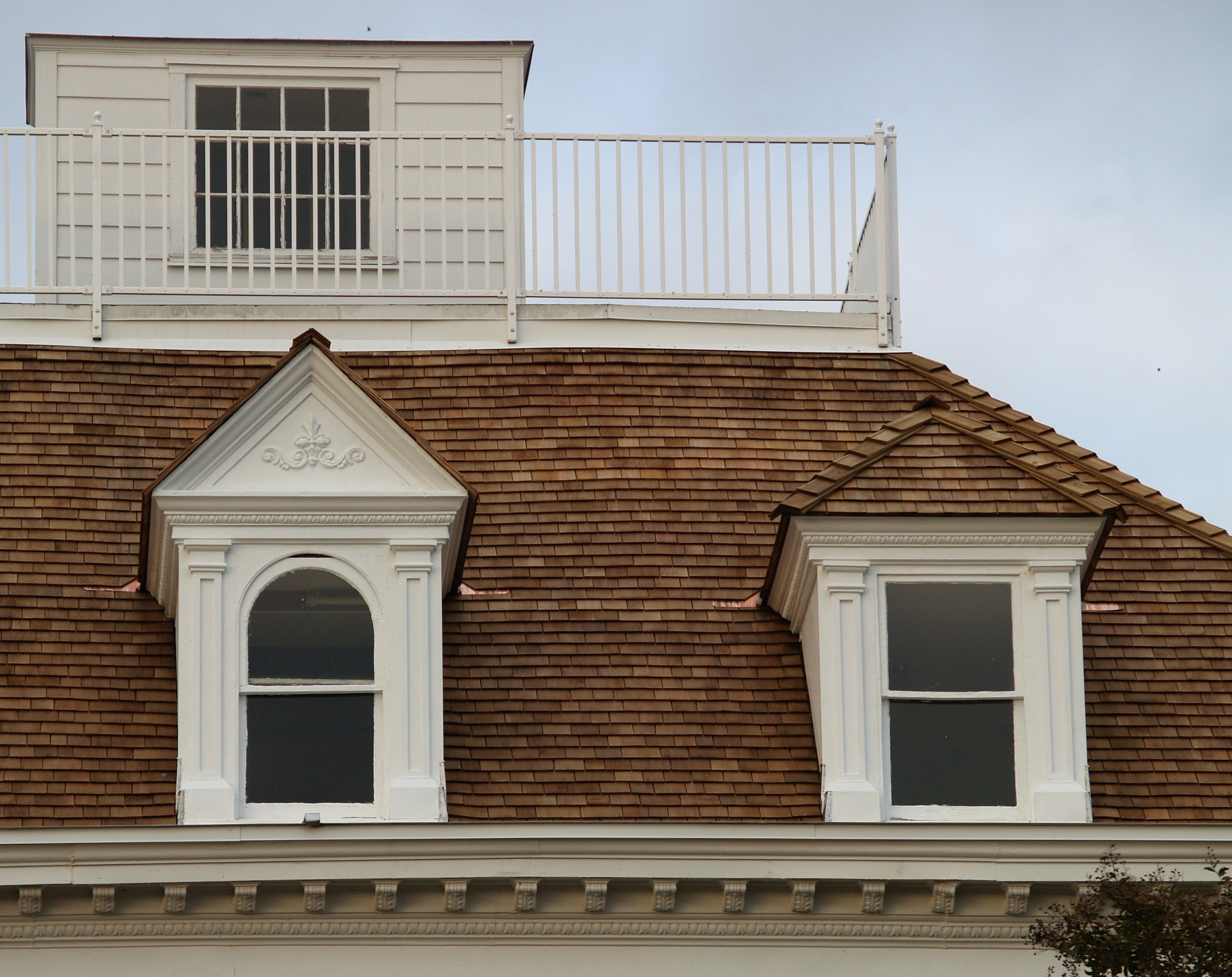
Un mirador de viudas en Gaithersburg, Maryland.
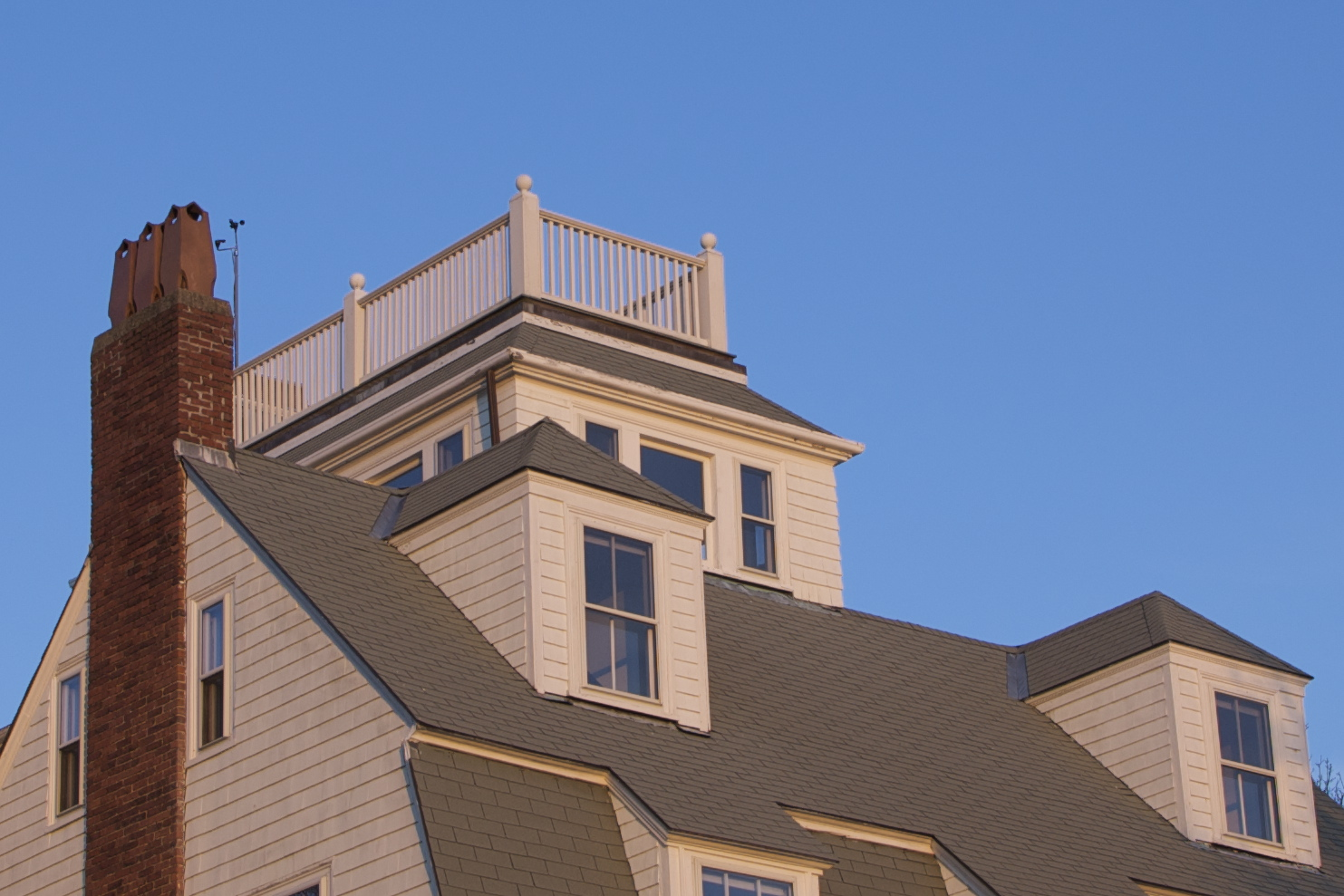
Un paseo de viudas en una casa con vistas al puerto de Marblehead en Marblehead, Massachusetts.
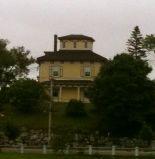
Un "reloj de viuda" en una casa en Saint John, New Brunswick, Canadá. A diferencia de los ejemplos en climas más cálidos, este está cerrado.